# Enzo Fiermonte
Enzo Fiermonte, född 17 juli 1908 i Casamassima, Apulien, död 22 mars 1993 i Mentana, Lazio, var en italiensk skådespelare och boxare.

## Roller i urval
- 1941 – Beatrice Cenci
- 1951 – Quo Vadis
- 1954 – Romeo och Julia
- 1959 – Ben-Hur
- 1960 – Rocco och hans bröder
- 1962 – Eva
- 1966 – Grand Prix
- 1966 – Ta fast räven
- 1971 – Trinity - klipper till igen
- 1978 – Helgonet återvänder (TV-serie)